# Stunt Car Racer
A Stunt Car Racer (az USA-ban Stunt Track Racer néven adták ki) egy autóverseny szimulátor videójáték, melyet Geoff Crammond tervezett és fejlesztett. Kiadója alapvetően a Microprose volt Amerikában MicroPlay, az Egyesült Királyságban MicroStyle címke alatt. Crammond a Commodore 64, az Amiga és az Atari ST változatokat készítette, míg az Amstrad CPC, az MS-DOS, illetve a ZX Spectrum portokat mások írták az iránymutatásai alapján. Különösen a C64-en megvalósított vektorgrafika aratott tetszést a kritikusok körében.

## Játékmenet
A játékos egy autós kaszkadőr bőrébe bújik a játék során. A játék egyedi abban a tekintetben, hogy emelt versenypályán zajlik a verseny és a játékost semmi sem gátolja meg, hogy oldalt leessen és összetörje magát és a kocsit. A legtöbb pályán folytonossági hiányok is vannak, melyekbe szintén könnyen bele lehet esni, ha nem ugrat a játékos megfelelően. Egy ilyen leesés azt eredményezi, hogy értékes időt veszítve, a leesés helyéhez közel teszi vissza egy autódaru a kocsit a pályára. Turbó is használható a verseny során extra gyorsításra, de csak korlátozott számban.
Egyjátékos módban a játék versenyliga tabellát is tartalmaz, mely négy osztályra van felosztva három-három versenyzővel mindegyikben, így az emberi játékossal együtt összesen tizenkettő a versenyzők száma. Osztályonként kettő pálya áll rendelkezésre, mely összesen nyolc pályát jelent az egész játékban. A negyedik osztály (a legalsó) könnyű pályákat foglal magában, melyek osztályonként nehezednek és válnak egyre veszélyesebbé. A játékos célja célba érni és nyerni. Négy verseny van egy szezonban, így minden versenyző mindegyik pályán megmérközik a másik kettővel. Kettő pontot kap a győztes és egy pontot kap a leggyorsabb kört futó versenyző. Minden szezon végén a legjobb versenyző magasabb osztályba léphet, míg a legutolsó lejjebb sorolódik.
Az autó sérülhet, ha túl keményen ér földet a pályán ugratás után, vagy ha egy másik autónak, illetve falnak ütközik, illetve, ha oldalt leesik a pályáról. Ha a képernyőn repedések formájában megjelenő sérülés elér egy bizonyos szintet, akkor a kocsi tönkremegy és a játékos számára a verseny véget ér. Különösen kemény törések lyukakat eredményeznek a szélvédőn, mely komoly szerkezeti hibát jelent és a szezon további részében továbbvivődik.
A játékos játszhat a számítógép ellen, illetve az Amiga és Atari ST változatokban, két számítógép ún. "null modem" kábellel történő összekötésével egy másik emberi játékos ellen. A kapcsolódás Amiga és Atari ST számítógépek összekötése esetén (platformok között) is lehetséges.

## Fejlesztés és elhalt projektek
A brit Geoff Crammond három év alatt fejlesztette ki a Stunt Car Racert, mely a második játékprogramja volt. A projekt egy Commodore 64-re szánt terepjáró szimulátorból indult ki, melyben véletlenszerűen dimbes-dombos terepen lehetett autózni. Amikor a kerékfelfüggesztés fizikáját programozta, majd tesztelte a játék működését, Crammond úgy találta, hogy sokkal élvezetesebb rámpákról ugratni. A bejárható terep több pontjára rámpákat helyezett el, de úgy látta, hogy azokat nehéz megtalálni, így inkább egy a szabad mozgást behatároló emelt, sok helyen döntött pályára helyezte azokat. Egy korabeli vele készült interjúban a riporter azt sugallta, hogy talán a Hard Drivin' című játék inspirálhatta Crammondot, de a fejlesztő azt nyilatkozta, hogy csak a munka végső szakaszában jutott tudomására a másik játék, melynek semmiféle hatása nem volt a végeredményre.
A 8-bites változatok és az Amiga, illetve Atari ST kiadások között az a lényegi különbség, hogy az utóbbiak grafikus poligonokat alkalmaznak az objektumok megjelenítésére homogén kitöltés helyett. További funkcionalitásbeli eltérés a 16-bites kiadásokba beépített, RS-232 porton működő, két gép közötti hálózatos játékmód. A játékot kiadó MicroProse összesen nyolc versenyző implementálásán gondolkodott és egy pályaszerkesztőn, de inkább a hálózatos mód megvalósítása mellett döntöttek, melynél teljesítményproblémákat okozott volna a több játékossal járó nagyobb adatmennyiség.
A játék Atari Jaguar portja is tervben volt, meg nem erősített szóbeszédek szerint, azonban sohasem jelent meg. 2003-ban Crammond bejelentette Stunt Car Racer Pro néven a játék folytatását a Simergyvel közös projekt keretében PC-re és PlayStation 2-re. Egy demo készült el azonban csak belőle és 2005 februárjában törölték a projektet, mivel nem tudtak kiadót találni és leszerződni a megjelentetésére. A Simergy szoftvercég meg is szűnt ezután.

## Fogadtatás
| Szerző                            | Értékelés               |
| --------------------------------- | ----------------------- |
| ACE                               | 941/1000 (C64)          |
| Amstrad Action                    | 96% (Amstrad)           |
| Crash                             | 87% (ZX)                |
| CVG                               | 93% (Amstrad)           |
| Joystick                          | 80% (DOS)               |
| Sinclair User                     | 80%                     |
| The Games Machine                 | 91% (C64) 90% (Amstrad) |
| Your Sinclair                     | 85%                     |
| Zero                              | 82% (DOS)               |
| Zzap!64                           | 94% (C64) 92% (Amiga)   |
| Commodore Computing International | 80% (C64)               |

| Szerző        | Díj               |
| ------------- | ----------------- |
| Your Sinclair | Az év játéka 1989 |

A Commodore 64, Amstrad, Amiga, és Atari ST platformokra kiadott változatok elismerést vívtak ki a kritikusok körében. A Zzap!64 különösen lelkesen dícsérte a C64 verzió alapkoncepcióját, illetve a 3D vektorgrafika minőségét. Az ACE magazin szintén áradozott a 3D grafika sebességén, mely páratlan a C64 játékok között. A Commodore Computing International szintén méltatta a vektorgrafika használatát egy olyan mikroszámítógép-típuson, mely nem éppen a jó 3D játékairól híres, valamint kiemelte a vezérlést és a játék nehézségét.
Az Amstrad Action szerint a játék egy "igazán lenyűgöző autóverseny szimulátor", az egyik legjobb, ami valaha Amstrad CPC-re készült. A The Games Machine kicsit rikítónak találta az Amstrad átirat színpalettáját és hogy a pálya színe nem üt el a pálya körüli talajétól, illetve hogy a döntött kanyarokon hiányzik az árnyékolás, ugyanakkor méltatta az addiktív és "hajmeresztő" játékmenetet.
Ezzel összevetve, a Spectrum és DOS átiratoknak is kedvezőek voltak az ismertetői. A Crash magazin méltányolta a grafikát és az élményfaktort, de kritikával illette a pályák korlátozott számát. DOS tekintetében a Zero magazin sajnálatát fejezte ki pálya részletezettségének hiányán és a szűkös színválasztékon, de ezzel együtt is úgy találták, hogy mind a sebessége, mind pedig a játékmenet hasonlóan felüdítő, mint az Amiga és Atari ST verziókban. A Joystick magazin üdvözölte az animációt, de sótlannak gondolta a játékterep kidolgozottságát.
A Your Sinclair magazin szerkesztői az 1989-es év játékának szavazták meg a Stunt Car Racert. Az ACE magazin minden idők öt legnagyszerűbb autóverseny játéka között szerepeltette a Top Gear magazin pedig a 45.-nek sorolta be.
Amiga platform tekintetében az Amiga Power minden idők 10., a CU Amiga 11. legjobbjának rangsorolta a játékot, míg az Amiga Format a 15 legjobb Amiga játék egyikének nevezte a Stunt Car Racert.